# スポーツ賭博
スポーツ賭博（スポーツとばく、英: Sportsbook）は、スポーツを対象にしたギャンブル。

## ヨーロッパ
イギリス、イタリア、フランス、ドイツではスポーツ賭博ができる。

## アメリカ合衆国
2018年5月、規制する連邦法を連邦最高裁が違憲と判断して、スポーツ賭博の禁止は各州に委ねられた
。